# Sárközy Pál (matematikus)
Sárközy Pál Endre (Jánosháza, 1884. december 3. – Pannonhalma, 1957. május 10.) pannonhalmi főapát, matematikus, egyetemi tanár.

## Élete
1902-ben lépett be Pannonhalmán a bencés rendbe, ahol 1909-ben szentelték pappá. Egy évig a győri bencés gimnázium tanára volt, majd 1910-től 1947-ig főiskolai tanár Pannonhalmán, 1931 és 1938 között a főiskola igazgatója is. Közben 1916-tól a székesegyház őre öt éven át, majd a rendi középiskolák főigazgatója három tanéven keresztül 1933-ig. 1938 és 1952 között bakonybéli apát, 1947-től kormányzó apát Pannonhalmán, 1952 és 1957 között pannonhalmi főapát.

## Főbb művei
- Az algebrai számtestek alaprendszerének meghatározása; Stephaneum Ny., Bp., 1914
- A felületek orthoasymptotikus és főtorsiós görbéi; Stephaneum Ny., Bp., 1929 (A Szent István Akadémia mennyiségtan-, természettudományi osztályának felolvasásai)
- A differenciálegyenletek elméletének elemei (Pannonhalma, 1932)
- Bevezetés a differenciálgeometriába (Pannonhalma, 1936)[1]